# Oreneta cuablanca oriental
L'oreneta cuablanca oriental (Delichon logopodum) és una espècie d'ocell de la família dels hirundínids (Hirundinidae). Es reprodueix a zones rocoses de l'Extrem Orient Rus, Mongòlia i el nord de la Xina i passa l'hivern a Myanmar, Laos, Vietnam i Cambodja. Els seus hàbitats principals són els boscos tropicals i subtropicals de frondoses humits de les terres baixes, la sabana seca, els herbassars secs tropicals i subtropicals, les praderies temperades, els roquissars, les terres llaurades, els jardins rurals i les àrees urbanes. El seu estat de conservació es considera de risc mínim.
Anteriorment aquest tàxon es considerava coespecífic amb l'oreneta cuablanca comuna, però fou elevat a la categoria d'espècie en base a diferències morfològiques i vocals.